# Ted Tattermusch
Ted-Jonathan Tattermusch (* 8. Mai 2001 in Meppen) ist ein deutscher Fußballspieler. Der als Stürmer und Flügelspieler einsetzbare Tattermusch steht bei Energie Cottbus unter Vertrag.

## Karriere

### Karrierebeginn beim SV Teglingen und beim SV Meppen
Ted-Jonathan Tattermusch wurde am 8. Mai 2001 als Sohn von Reinhold Tattermusch, der zu diesem Zeitpunkt gerade seine Karriere als Aktiver beim SV Meppen ausklingen ließ und bereits als Co-Trainer der Herrenmannschaft mitwirkte, geboren. In seiner Kindheit war der Sohn unter anderem bis 2012 beim SV Teglingen aktiv und wechselte daraufhin in die Nachwuchsabteilung des SV Meppen, dessen Herrenteam zu dieser Zeit in der Viertklassigkeit spielte. Bei den Meppenern durchlief er sämtliche Nachwuchsspielklassen und gehörte ab dem Jahre 2014 dem Jugendleistungszentrum Emsland (JLZ Emsland) an. Ab diesem Jahr war er Stammkraft bei den C-Junioren, für die er es 2014/15 auf 25 Einsätze (+ vier Tore) in der C-Junioren-Landesliga brachte.
In darauffolgenden Spielzeit kam er in 20 Spielen der C-Junioren zum Einsatz und erzielte fünf Treffer; des Weiteren absolvierte er seinen ersten Einsatz für die B-Junioren in der B-Junioren-Niedersachsenliga. 2016/17 war er bereits Stammkraft in der mittlerweile in die B-Junioren-Regionalliga-Nord aufgestiegenen Mannschaft, wobei er auf eine Bilanz von 26 Ligaeinsätzen und sieben -tore kam. In der nachfolgenden Saison 2017/18 brachte er es auf 26 Auftritte (+ sechs Tore) in der B-Junioren-Regionalliga-Nord. Äußerst torgefährlich agierte Tattermusch, nachdem er in der Saison 2018/19 zur A-Jugend aufgestiegen war. Bei 24 Einsätzen in der A-Junioren-Regionalliga-Nord war er zwölf Mal zum Torerfolg gekommen und konnte sich damit für die mittlerweile in der 3. Liga spielende Profimannschaft des Klubs empfehlen.

### Erster Profivertrag bei den Emsländern
Mitte Juni 2019 unterzeichnete der als „variabel einsetzbares Stürmertalent“ geltende Tattermusch einen Zweijahresvertrag bei den Profis des SV Meppen. Kurz davor hatte der 18-Jährige sein Abitur am Meppener Gymnasium Marianum gemacht. Bereits im dritten Saisonspiel 2019/20 kam der 1,76 m große Rechtsfuß, der erstmals in einem Pflichtspiel auf der Ersatzbank der Profis saß, beim 4:2-Auswärtssieg über den Chemnitzer FC zu seinem Profidebüt, als er in der 87. Spielminute für den zweifachen Torschützen Deniz Undav auf das Spielfeld kam. Nachdem ihn sein Trainer Christian Neidhart im darauffolgenden Spiel, einer 1:3-Heimniederlage gegen den 1. FC Magdeburg, ein weiteres Mal zu einem Kurzeinsatz kommen gelassen hatte, saß er in der nachfolgenden Partie noch einmal uneingesetzt auf der Ersatzbank und kam danach ausschließlich in der vereinseigenen Jugend zum Einsatz. Für die A-Jugend des JLZ Emsland kam er in der Saison 2019/20 in 16 Ligapartien zum Einsatz, erzielte selbst zehn Tore und leistete die Vorarbeit zu weiteren zwei Treffern.
In der von der COVID-19-Pandemie gezeichneten Saison 2020/21 kam Tattermusch bisweilen (Stand: 25. Dezember 2020) zu vier Kurzeinsätzen in der 3. Liga und war mit acht Toren in fünf Spielen für die zweite Mannschaft äußerst torgefährlich. Nebenbei kommt er immer noch in U-19-Mannschaft des JLZ Emsland zum Einsatz.

### Borussia Dortmund

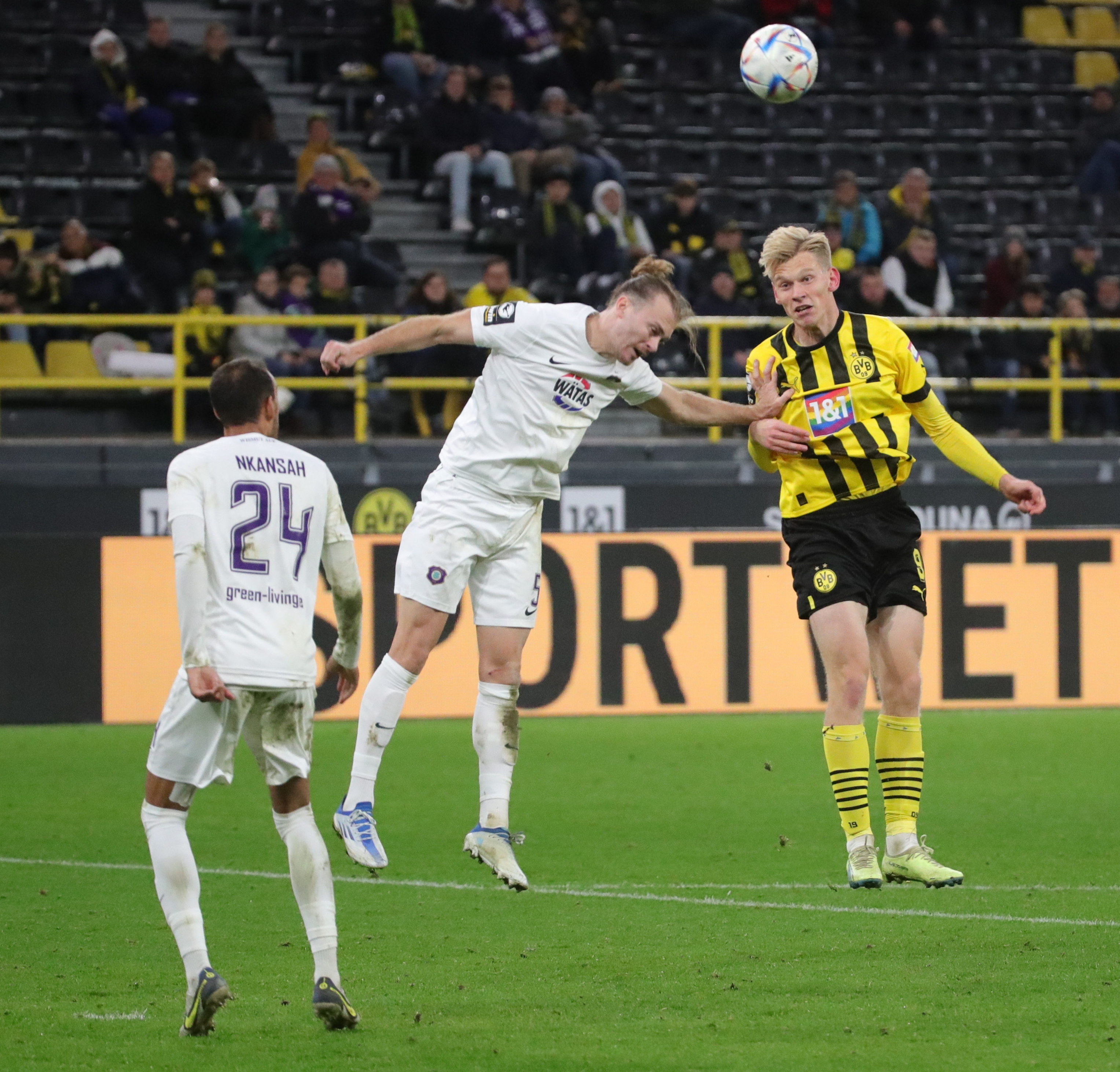
Tattermusch im Kopfballduell mit Korbinian Burger (2022)

Zur Saison 2021/22 wechselte Tattermusch zur zweiten Mannschaft von Borussia Dortmund, die zuvor in die 3. Liga aufgestiegen war. Im Sommer 2024 verließ er den Verein.

### FC Carl Zeiss Jena
Nach dem Abschied aus Dortmund war Tattermusch zunächst vereinslos. Am 3. September 2024 unterschrieb er einen bis Sommer 2025 laufenden Vertrag beim FC Carl Zeiss Jena. Der Regionalligist hatte nach dem Saisonstart mehrere langwierige Verletzungen von Leistungsträgern zu beklagen und wurde deshalb noch einmal auf dem Transfermarkt aktiv.

### Energie Cottbus
Im Sommer 2025 wechselte er zu Energie Cottbus.